# 3363 Bowen
För andra betydelser, se Bowen (olika betydelser).
3363 Bowen eller 1960 EE är en asteroid i huvudbältet, som upptäcktes 6 mars 1960 av Indiana Asteroid Program vid Indiana University Bloomington med Goethe Link Observatory. Asteroiden har fått sitt namn efter den amerikanska fysikern och astronomen Ira Bowen.
Asteroiden har en diameter på ungefär 12 kilometer.